# Suiko

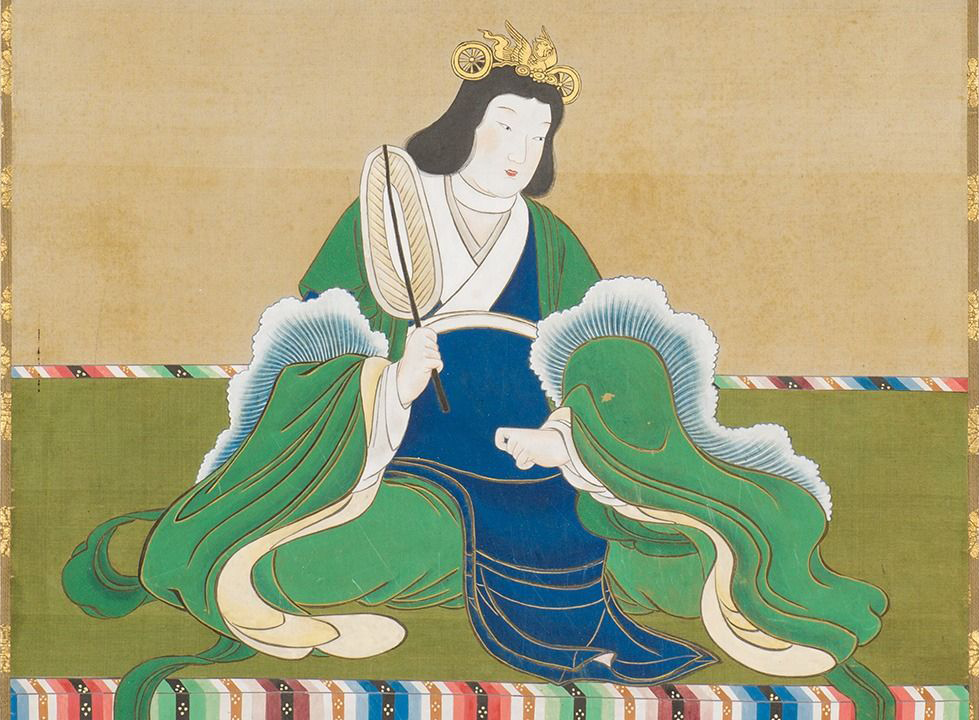
Suiko

Suiko (kanji: 推古天皇, Suiko Tennō, "kejsarinnan Suiko"), född 554, död 628 var Japans 33:e regent, enligt den traditionella listan över kejsare, och det första kända kvinnan av hittills sammanlagt åtta på den posten.

## Biografi

### Tidigt liv
Suiko var född som prinsessan Nukatabe, dotter till kejsar Kimmei och Soga no Inames dotter, Soga no Kitashihime. Hon var först bihustru till sin halvbror kejsar Bidatsu men blev efter dennes första frus död hans officiella fru med titel ōkisaki. Hon fick två söner och tre döttrar. Bidatsu hade totalt 24 barn enligt historieboken Nihonshoki.
Sedan Bidatsu dött kom Suikos bror till makten som kejsar Yōmei och regerade i ungefär två år innan han avled i sjukdom. Efter kejsarens död följde en maktstrid mellan Soga- och Mononobe-klanerna, i vilken Soga stödde prins Hatsusebe och Mononobe prins Anahobe. Sogaklanen gick segrande ur striden och prins Hatsusebe besteg tronen som kejsar Sushun år 587. När kejsaren mördades några år senare, 592, ombads Suiko (som något tidigare avlagt buddhistiska nunnelöften) bli kejsarinna för att undvika fortsatta maktstrider mellan de mäktigaste klanerna (som då var de som de facto utsåg kejsare på den här tiden).

### Monark
Under Suikos regentperiod utfärdades bland annat ett officiellt erkännande av buddhismen (594), diplomatiska kontakter knöts med den kinesiska Suidynastin (600), ett nytt regelverk för officiella titlar vid hovet utarbetade (603) och en ny konfuciansk konstitution påbjöds (Jūshichijō kenpō, 604). Under Suikos regeringsperiod skickades också militära expeditioner till staten Silla på koreanska halvön. Det var också under hennes regeringsperiod det moderna namnet för Japan, Nihon, dök upp som ersättare av det äldre Wa.
Det har ofta sagts att den verkliga makten låg i händerna på Sogoklanens överhuvud och Suikos assisterande regent, prins Shōtoku (som dessutom både var hennes syskonbarn och svärson), men det kan vara ett överdrivet påstående.[källa behövs]
Efter Suikos död och kort period av maktkamp besteg prins Tamura, Suikos styvbarnbarn, år 629 tronen som kejsar Jomei.